# Salina Kosgei
Salina Kosgei, Salina Jebet Kosgei, née le 16 novembre 1976 à Simotwo, est une athlète kényane.

## Biographie
Après avoir débuté l'athlétisme par l'heptathlon, elle fait ses premières compétitions sur la scène internationale sur la distance du 800 mètres. Sur cette distance, elle termine à la cinquième place aux Jeux du Commonwealth de Vancouver.
Huit ans plus tard, elle remporte sa première médaille internationale avec la médaille d'or du 10 000 mètres aux Jeux du Commonwealth 2002 de Manchester.
Elle s'oriente alors sur les courses sur route, remportant un premier titre lors du marathon de Paris 2004. Sur cette discipline, elle connait quelques succès, avec une victoire aux marathons de Prague et de Singapour, cette dernière victoire obtenue en 2006. Lors de cette même année, elle termine à la seconde place du marathon de Berlin, derrière Gete Wami.
Elle remporte également de nombreux semi-marathons.
Elle figure désormais parmi les plus grandes marathoniennes mondiales, terminant à la quatrième saison en 2007 au marathon de Londres. Pour un problème de visa, elle ne peut participer plus tard dans l'année au marathon de New York. Elle se rend alors à Tokyo où elle termine à la seconde place. L'année suivante, elle obtient de nouveau à la quatrième place à Londres, avant d'échouer lors des Jeux olympiques de Pékin en terminant à la dixième place.
En 2009, elle remporte son succès le plus important en remportant le 113e marathon de Boston, devançant l'Éthiopienne Dire Tune de seulement une seconde.

## Palmarès
| Date | Compétition                  | Lieu       | Discipline    | Résultat | Performance     |
| ---- | ---------------------------- | ---------- | ------------- | -------- | --------------- |
| 1992 | Championnats du monde junior | Séoul      | 800 mètres    | 8e       |                 |
| 1994 | Jeux du Commonwealth         | Vancouver  | 800 mètres    | 5e       |                 |
| 2002 | Jeux du Commonwealth         | Manchester | 10 000 mètres | 1er      |                 |
| 2003 | Championnats du monde        | Paris      | 10 000 mètres | 19e      |                 |
| 2004 | Marathon de Paris            | Paris      | Marathon      | 1er      |                 |
| 2005 | Marathon de Prague           | Prague     | Marathon      | 1er      |                 |
| 2006 | Marathon de Singapour        | Singapour  | Marathon      | 1er      |                 |
| 2006 | Semi-marathon de Lisbonne    | Lisbonne   | Semi-marathon | 1er      | 1 h 07 min 52 s |
| 2006 | Marathon de Berlin           | Berlin     | Marathon      | 2e       | 2 h 23 min 22 s |
| 2008 | Jeux olympiques d'été        | Pékin      | Marathon      | 10e      |                 |
| 2008 | Semi-marathon de Lisbonne    | Lisbonne   | Semi-marathon | 1er      | 1 h 09 min 57 s |
| 2009 | Marathon de Boston           | Boston     | Marathon      | 1er      | 2 h 32 min 16 s |
| 2009 | Marathon de New York         | New York   | Marathon      | 5e       | 2 h 31 min 53 s |
| 2010 | Marathon de Boston           | Boston     | Marathon      | 3e       | 2 h 28 min 35 s |